# Леонтович, Николай Дмитриевич
Николай Дмитриевич Леонто́вич (укр. Леонтович Микола Дмитрович; 1 [13] декабря 1877 или 13 декабря 1877, Монастырёк, Подольская губерния — 23 января 1921, Марковка, Подольская губерния) — украинский композитор и хоровой дирижёр, общественный деятель, педагог.
Автор широко известных обработок украинских народных песен для хора «Щедрик», «Дударик», «Казака несут». Его обработка «Щедрика» известна во всем мире как рождественская колядка «Carol of the Bells».

## Биография
Родился 1 (13) декабря 1877 года в селе Монастырёк Брацлавского уезда Подольской губернии (ныне в Немировском районе Винницкой области) Российская империя в семье сельского священника. Раннее детство прошло в селе Шершни Тывровский волости Винницкого уезда. Начальное музыкальное образование Леонтович получил у отца, который играл на виолончели, скрипке, гитаре и некоторое время руководил хором семинаристов.
В 1887 году Леонтович поступил в Немировскую гимназию. В 1888 году, за неимением средств, отец перевёл его в Шаргородское начальное духовное училище, где воспитанники содержались на полном пансионе. В училище он овладел пением по нотам и мог свободно читать сложные партии в церковных хоровых произведениях.
В 1892 году Леонтович поступил в Подольскую духовную семинарию в Каменце-Подольском, где изучал теорию музыки и хоровое пение, овладел скрипкой, фортепиано, некоторыми духовыми инструментами, начал обрабатывать народные мелодии, например, для сборника Богогласник, беря за образец обработки Николая Лысенко.
В 1898 году Леонтович окончил духовную семинарию и решил работать учителем в сельских школах и одновременно самостоятельно совершенствовать своё музыкальное образование. В селе Чуков он организовал самодеятельный симфонический оркестр, который исполнял украинские мелодии и пьесы русских и украинских композиторов. В 1901 году издал первый сборник песен Подолья. В 1903 году вышел второй сборник подольских песен с посвящением Н. Лысенко.
В 1903—1904 годах на время каникул ездил в Санкт-Петербург для обучения в Придворной певческой капелле.
Осенью 1904 года оставил Подолье и переехал на Донбасс, где устроился преподавателем пения и музыки в железнодорожной школе станции Гришино (в настоящее время город Покровск), проработав там с 1904 по 1908 годы. Во время революции 1905 года Леонтович организовал хор рабочих, который выступал на митингах. Деятельность Леонтовича привлекла внимание полиции, и он вынужден был вернуться на Подолье, в город Тульчин, где преподавал музыку и пение в Тульчинском епархиальном женском училище для дочерей сельских священников. С 1909 года Леонтович учится под руководством известного теоретика музыки Болеслава Яворского, которого он периодически посещал в Москве и Киеве.
В то время создал много хоровых обработок, в частности знаменитый «Щедрик», а также «Піють півні», «Мала мати одну дочку», «Дударик», «Ой, зійшла зоря» и др. В Тульчине познакомился с композитором Кириллом Стеценко. В 1916 году вместе с хором Киевского университета исполнял свою обработку «Щедрика», принёсшую ему большой успех у киевской публики.
С установлением Украинской Народной Республики Леонтович переехал из Тульчина в Киев, где начал активную деятельность как дирижёр и композитор. Ряд его произведений включили в свой репертуар профессиональные и самодеятельные коллективы Украины. На одном из концертов большой успех имела «Легенда» Николая Вороного в обработке Леонтовича.
После установления Советской власти Леонтович некоторое время работал в музыкальном комитете при Народном комиссариате просвещения, преподавал в Музыкально-драматическом институте им. Н. Лысенко, вместе с композитором и дирижёром Григорием Верёвкой — в Народной консерватории, а также на курсах дошкольного воспитания, организовал несколько хоровых кружков.
Во время занятия Киева 31 августа 1919 года белогвардейцами вынужден был бежать в Тульчин. Основал первую в Тульчине музыкальную школу. В 1919—1920 годах работал над первым большим симфоническим произведением — народно-фантастической оперой «На праздник русалок» по одноимённой сказке Бориса Гринченко. Осенью 1920 года в Тульчине состоялись гастроли хоровой капеллы под руководством К. Стеценко и Павла Тычины как второго дирижёра. Во время концертов капеллы исполнялись произведения Леонтовича. В последние месяцы жизни Леонтович заканчивал оперу «На праздник русалок».
В ночь с 22 на 23 января 1921 года композитор находился у своего отца в селе Марковка Гайсинского уезда, где был убит информатором Гайсинской уездной комиссии ВЧК Афанасием Грищенко. Текст рапорта, раскрывающий имя убийцы, был обнародован в 1990-х годах.

## Творчество

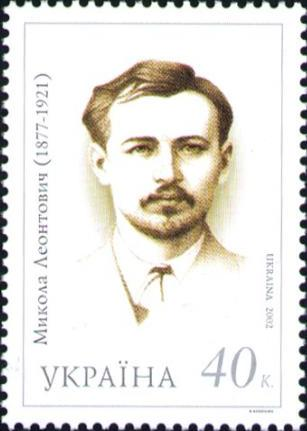
На почтовой марке Украины, 2002 год

Основу музыкального наследия Леонтовича составляют хоровые миниатюры — украинских народных песен, которые и поныне являются непревзойденными и исполняются всеми украинскими хорами Украины и диаспоры. Это отмеченные большим талантом композитора жемчужины народного мелоса «Щедрик», «Козака несуть», «Дударик», «Із-за гори сніжок летить», «Женчичок-бренчичок», «Гаю, гаю, зелен розмаю» и многие другие. На основе украинских народных мелодий Леонтович создавал вполне оригинальные самобытные хоровые композиции, всесторонне художественно переосмыслив их, придав им неповторимое звучание. Леонтович был одним из первых среди мастеров украинской музыки, которые по-новому интерпретировали фольклор, используя музыкальные достижения европейской музыкально-хоровой культуры. Вместе с тем почерк Леонтовича выделяется среди других предельной гибкостью и естественностью движения голосов, ювелирной шлифовкой деталей. Леонтович удачно использовал традиции импровизационности в творчестве украинских кобзарей, которые каждую новую строфу текста песни интерпретировали по-новому. Леонтович применял тембровую вариантность народных рапсодий в своих обработках, предоставляя хору возможность раскрыть огромное разнообразие гармонии, контрапункта. Последовательно воплощая в своих обработках идею гармонизации и полифоничности, Леонтович, имея глубокое и разностороннее музыкальное образование, широко использовал лучшие достижения мировой хоровой техники.
Тематика хоровых миниатюр композитора чрезвычайно разнообразна. Это обрядовые, церковные, исторические, чумацкие, шуточные, танцевальные, игровые песни. Одно из центральных мест в творчестве Леонтовича занимают хоры на бытовые темы. Это, в частности, «Ой, в лісі у дороги», «Ой, темная и невидимая ночка», «Мала мати одну дочку», «Ой, з-за гори кам`яної». Они характерны динамичным развертыванием сюжета, активной драматизацией событий и образов. Образцом такого высокого драматического подъёма может служить народная песня «Пряля», в которой Леонтович достиг уровня трагической баллады.
В песнях-реквиеме «Козака несуть», «Із-за гори сніжок летить», «Смерть» Леонтович талантливо переосмыслил мелодику народного плача, используя специфическое звучание отдельных голосов и целых хоровых групп, применяя различные хоровые звуковые эффекты, например, пение с закрытым ртом.
Наивысшим достижением композитора считаются песни «Щедрик» и «Дударик», в которых Леонтович достиг максимальной ритмической организации. Особенно популярным был и остается «Щедрик», в которой органично сочетаются приемы народного многоголосия с достижениями классической полифонии, и каждый голос играет вполне самостоятельную выразительную роль, воспроизводя тончайшие изменения настроения в песне, подавая каждый художественный образ в предельном завершении.

## Память
- 1 февраля 1921 года значительная группа деятелей культуры, профессора и студенты собрались в Киевском музыкально-драматическом институте имени Николая Лысенко, чтобы по христианскому обычаю отметить 9 дней после смерти Николая Леонтовича. Быстро, но с большой ответственностью организовали концерт из произведений Леонтовича, выступили со словами сожаления и скорби. На этой встрече был создан Комитет памяти Николая Леонтовича, который позже оформился как Музыкальное общество имени Н. Д. Леонтовича[9]. В это общество входили такие известные украинские деятели искусства, как композитор Борис Лятошинский и поэт Павло Тычина.
- Сегодня имя Леонтовича носят украинские музыкальные коллективы, в частности Капелла бандуристов и учебные заведения (в частности, Винницкое училище искусств и культуры, Донецкая музыкальная школа № 1, Покровская музыкальная школа, Харьковская школа искусств № 4).
- Именем Леонтовича названы улицы в Киеве, Одессе, Львове и других украинских городах.
- Мемориальный музей Леонтовича работает в городе Тульчин Винницкой области, в 1977 году был открыт также музей Леонтовича в с. Марковка неподалёку от места его захоронения[10].
- В 1977 году 37 хоровых произведений Леонтовича были записаны хором студентов Киевской консерватории под руководством П. Муравского.
- В 2005 году диск с 32 духовными произведениями Леонтовича выпустил камерный хор «Киев» под руководством Н. Гобдича.

## Список произведений
Опера:
- «На русалчин великдень» (по сказке Б. Гринченко, 1919, неоконченное; 1975 М. Скорик завершил, отредактировал и инструментовал для современного состава симфонического оркестра);

Хоры на слова украинских поэтов:
- «Льодолом», «Літні тони» (оба на сл. Г. Чупрынки),
- «Моя пісня» (сл. К. Белиловского),
- «Легенда» (сл. Н. Вороного);

Композиции на литургические тексты:
- Литургия св. Иоанна Златоуста,
- Молебен,
- Части Всенощной;

Хоровые обработки украинских народных песен (более 150):
| - «Щедрик», - «Дударик», - «Пряля», - «Козака несуть», - «Мала мати одну дочку», - «Зашуміла ліщинонька», | - «Ой, з-за гори кам`яної», - «Із-за горы сніжок летить», - «За городом качки пливут», - «Піють півні», - «Коза», - «Гра в зайчика». |

## Нотные издания произведений Леонтовича
- Леонтович М. Народе песни / 5 десятков, редактор П. Козицкий. — Киев: Вид-во Днепросоюз, 1921.
- Леонтович М. Музыкальные произведения / 8 сборников, проверил и примечания подал Я. Юрмас. — Киев-Х.: Книгоспилка, 1930—31.
- Леонтович М. Украинские народные песни для хора / Упорядочил М. Вериковский. — Киев: Искусство, 1952 (2 изд. — 1961).
- Леонтович М. Хоровые произведения / Общая редакция М. Гордейчука, упорядочения и примечания В. Брусья. — Киев: Музыкальная Украина, 1970.
- Леонтович М. Избранные хоровые произведения / Спец.-редакция И. Мартона. — Киев: Музыкальная Украина, 1977.
- Леонтович М. Хоровые произведения на народно темы. Из неопубликованного. / Составление и редакция Б. Луканюк. — Киев: Музыкальная Украина, 1987.
- Леонтович М. На русалчин Пасху. Опера в 1 действии. Либретто М. Леонтовича по сказке Б. Гринченко. / Лит. редакция А. Бобыря. Муз. Редакция для солистов, хора и симфонического оркестра М. Скорика. — Киев: Музыкальная Украина, 1980.
- Леонтович М. Духовные хоровые произведения. / Упорядочение В. Иванова. — Киев: Музыкальная Украина, 1993.
- Духовно-музыкальные произведения украинских композиторов XX века. / Составление и редакция М. Юрченко. — Киев, 2004.
- Духовные произведения М. Леонтовича. / Составитель М. Гобдич. — М., 2005.
- Леонтович М. Хоровые произведения. / Редактор-составитель В. Кузик. — Киев: Музыкальная Украина, 2005.